# Muulinsaari
Muulinsaari är en halvö i Finland. Den ligger i sjön Muulinjärvi och i kommunen Tavastehus i den ekonomiska regionen  Tavastehus ekonomiska region  och landskapet Egentliga Tavastland, i den södra delen av landet, 110 km nordväst om huvudstaden Helsingfors.